# پژوهش کمی
در علوم طبیعی و علوم اجتماعی، پژوهش‌های کمی، تحقیقات تجربی سیستماتیک است از پدیده‌های قابل مشاهده از طریق روش‌های آماری، ریاضی یا محاسباتی است.
هدف پژوهش‌های کمی توسعه و استخدام مدل‌های ریاضی، نظریه‌ها یا فرضیه مربوط به پدیده‌ها است. فرایند اندازه‌گیری مرکزی برای پژوهش‌های کمی است و دلیل آن ایجاد روابط کمی از ارتباط اساسی بین مشاهدات تجربی و عبارت ریاضی است. داده‌های کمی هر گونه اطلاعات در شکل عددی مانند آمار، درصد، و غیره است. محقق داده‌ها را با استفاده از آمار تجزیه و تحلیل می‌کند. محقق امید یک نتیجه بی طرفانه از اعداد دارد که به جمعیت بزرگ‌تر می‌توان تعمیم داد. تحقیق کیفی، از سوی دیگر، سؤال می‌پرسد گسترده و جمع‌آوری داده‌ها کلمه از پدیده یا شرکت‌کنندگان است. محقق به نظر می‌رسد از تم‌ها و اطلاعات موجود در تم‌ها و الگوهای منحصر به فرد که مجموعه‌ای از شرکت کنندگان را توصیف می‌کند.
تجزیه و تحلیل جامع از ۱۲۷۴ مقاله دربیش از دو مجله جامعه‌شناسی آمریکا بین سال‌‍های ۱۹۳۵ و ۲۰۰۵ منتشر شده‌است که حدود دو سوم از این مقالات از روش‌های کمی استفاده کرده‌اند.